# 杉林庄
杉林庄為臺灣日治時期1920年至1945年間存在之行政區，轄屬高雄州旗山郡。今高雄市杉林區。1934年時有人口6,320人。

## 行政區劃
杉林地區在清代屬楠梓仙溪東里、港西上里，在1897年5月分別隸屬於臺南縣蕃薯藔辨務署、鳳山縣阿里港辨務署。1900年11月15日，杉林地區分為蕃薯藔辨務署的「山杉林區、月眉區」。1901年11月11日，臺灣的行政區劃改為二十廳，楠梓仙溪東里、港西上里、隸屬於「蕃薯藔廳山杉林支廳」。1904年2月16日，蕃薯藔廳施行街庄整併，並分為12區。1906年2月15日，山杉林支廳遷至阿里關庄土名甲仙埔，並改稱為「阿里關支廳」。杉林地區在此時期的劃分如下：
- 山杉林區
  - 楠梓仙溪東里：山杉林庄、茄苳湖庄、十張犂庄
- 月眉區
  - 楠梓仙溪東里：新庄
  - 港西上里：月眉庄

1909年10月25日，臺灣的行政區劃改為十二廳，蕃薯藔廳因此廢止，被併入阿緱廳，而阿里關支廳改稱「甲仙埔支廳」。1910年1月18日，杉林地區包含甲仙埔支廳山杉林區、月眉區。1920年10月1日，原堡里鄉澚之行政區廢除，街庄社改為大字，「山杉林」改稱「杉林」，而上述街庄合併為高雄州旗山郡杉林庄，轄域內分為轄域內分為杉林、茄苳湖、十張犁、新庄、月眉等5個大字。
二戰後，內門庄改為高雄縣旗山區杉林鄉。
| 1904年       | 1904年   | 1904年 | 1920年 | 1920年 | 現在   |
| 堡里         | 區       | 街庄社 | 街庄   | 大字   | 鄉鎮   |
| ------------ | -------- | --- | ------ | ------ | ------ |
| 楠梓仙溪東里 | 山杉林區 | 竹仔坑庄、山杉林庄、坑內庄、山杉林角庄、糞箕湖庄、頂埔庄                                                      | 杉林庄 | 杉林   | 杉林區 |
| 楠梓仙溪東里 | 山杉林區 | 白水際庄、紅毛山庄、木主仔庄、茄苳湖庄、木履藔庄、邰牛湖庄、大條水庄、田仔頂庄、田仔腳庄、合枋坑庄 、蜈蜞潭庄 | 杉林庄 | 茄苳湖 | 杉林區 |
| 楠梓仙溪東里 | 山杉林區 | 八張犁庄、十張犁庄、新厝仔庄、中庄仔庄、枋藔庄                                                                | 杉林庄 | 十張犁 | 杉林區 |
| 楠梓仙溪東里 | 月眉區   | 隘丁藔庄、新庄、舊匠藔庄                                                                                      | 杉林庄 | 新     | 杉林區 |
| 港西上里     | 月眉區   | 叛產厝庄、寨仔腳庄、竹圍庄、莿桐坑庄、令新庄、新匠藔庄、月眉庄、崁頂庄、莿仔藔庄                              | 杉林庄 | 月眉   | 杉林區 |

## 區、庄長
- 山杉林區長
  - 呂保生：1910~1920年
- 月眉區長
  - 唐肇堯：1910~1915年
  - 林富廷：1916年
  - 黃錫勳：1917~1918年
  - 黃添福：1919~1920年
- 杉林庄長
  - 呂保生：1920~1935年
  - 熊谷茂作：1936~1945年[7]

## 設施
- 杉林庄役場
- 杉林公學校→杉林國民學校（今杉林國小）
- 月眉公學校→月眉國民學校（今上平國小）